# Памятник Н. С. Лескову (Орёл)
Памятник Н. С. Лескову — памятник русскому писателю уроженцу Орловской губернии.

## Описание
Николай Семёнович Лесков родился в селе Горохово Орловского уезда Орловской губернии. Хорошего образования не получил. Жил и работал в Орле, Киеве, Пензе, Петербурге. Литературной деятельностью занялся на 26-м году жизни.
Памятник расположен на берегу реки Орлик рядом с Михаило-Архангельским (Успенским) собором напротив здания бывшей Орловской гимназии, в которой когда-то учился будущий писатель. Лесков изображён сидящим на скамье со скруглённой спинкой и резными деталями в окружении пяти бронзовых скульптурных групп на полутораметровых колоннах — героев литературных произведений писателя «Левша», «Тупейный художник», «Соборяне», «Очарованный странник», «Леди Макбет Мценского уезда». Скульптурная композиция получилась неординарной и хорошо ориентированной в пространстве. Памятник открыли 11 июня 1981 года, в год 150-летнего юбилея. В 1982 году авторы памятника были удостоены Государственной премии СССР.

Тульский Левша, подковавший блоху
Влюблённые тупейный парикмахер Аркадий и актриса
«Соборная поповка»: Туберозов, Бенефактов, Десницын
Русский праведник Иван Флягин
Молодая купчиха Катерина Измайлова